# حي 11 فبراير (قلنسية)
حي 11 فبراير هو أحد أحياء مدينة قلنسية في محافظة أرخبيل سقطرى اليمنية، بلغ تعداد سكانه 3,862 نسمة حسب التعداد السكاني في اليمن لعام 2004.